# Friday the 13th Part 2
Friday the 13th Part 2 (cũng có tên là Friday the 13th Part II) là một bộ phim kinh dị slasher Mỹ của đạo diễn Steve Miner thực hiện năm 1981. Nó là một phần tiếp theo của bộ phim Friday the 13th, lấy bối cảnh năm năm sau khi kết thúc của bộ phim trước. Một kẻ giết người mới bắt đầu giết các nhân viên tư vấn trại tại một trại huấn luyện gần đó ở Crystal Lake. Bộ phim đánh dấu lần đầu tiên Jason Voorhees đóng vai phản diện (mẹ ông đóng kẻ giết người trong bộ phim trước đó).